# Galvanometr
Galvanometr je měřící přístroj pro měření malých elektrických napětí a proudů, používaný hlavně při fyzikálních měřeních. Obvykle pracuje na magnetoelektrickém principu. Proud procházející cívkou galvanometru vychýlí jeho ukazatel a ten tak ukáže velikost výchylky na stupnici. Ukazatelem může být ručka, nebo světelná stopa, odražená od natáčejícího se zrcátka na stupnici.

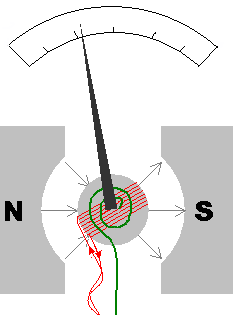
Schéma galvanometru

## Historie
Slovo galvanometr je odvozeno od příjmení Luigiho Galvaniho. První přístroje na principu galvanometru pro měření i zapisování údajů jsou spojovány se jménem Williama Thomsona. Avšak zpráva o prvním galvanometru byla podána 16. září 1820 Johanem Schweiggerem z Norimberku, na univerzitě v Halle (dnes je to Univerzita Martina Luthera v Halle-Wittenberg v Německu.) K vývoji přístroje také přispěl André-Marie Ampére.

## Princip galvanometru
Nejrozšířenější jsou analogové přístroje, používané pouze pro měření. Takový přístroj naměřenou hodnotu pouze ukáže na stupnici, nemá ale zařízení pro záznam hodnot. Měří se síla stejnosměrného proudu v elektrickém obvodu. Tyto galvanometry sestávají z malé cívky umístěné v dosahu magnetického pole permanentního magnetu. K cívce je připevněna ručka, pod níž je umístěna stupnice. Spolu s ručkou je drát cívky na nulové hodnotě stupnice zajištěn pružinkou. U některých galvanometrů je pružinka nahrazena kouskem kovu a k zajištění drátu s ručičkou, se tak využívá síly magnetického pole.
Elektrický proud procházející cívkou vytváří magnetické pole. Vzájemným působením tohoto pole s polem permanentního magnetu vzniká síla, která překoná pružinku a uvede tak do pohybu ručičku. Z praktických důvodů mají některé galvanometry obvykle i tlumící zařízení, které odbourává nepřesnosti vzniklé mechanickým posuvem drátu a ručičky, takže ručička udává hodnoty proudu plynule a bez trhavého pohybu.
Citlivost galvanometru může být, například, až 100 mikroampér (při poklesu asi 50 milivoltů a plném proudu). Tyto galvanometry pro měření silného proudu jsou často nastaveny tak, že měří jinou veličinu a ta je pak převedena na hodnoty napětí proudu. Nastavit (nakalibrovat) galvanometr k měření silnějšího elektrického proudu umožní děliče proudu. Například může být galvanometr nakalibrován jako voltmetr stejnosměrného proudu, a to tehdy, jestliže je odpor v cívce zjistitelný výpočtem velikosti napětí potřebného k vyrobení elektrického proudu.
Galvanometr se může také nakonfigurovat k měření jiných hodnot, například napětí nebo odporu. Při měření napětí se do obvodu přidá dělič napětí. Obvykle se do série s cívkou galvanometru zapojí i rezistor. Při měření odporu se zapojí do série se zdrojem známého napětí (baterií) a nastavitelným odporem, rezistorem. Nejdříve se obvod uzavře a rezistor se nastaví tak, aby ručička na stupnici ukazovala maximální hodnotu. Pokud pak dojde k zapojení dalšího rezistoru do obvodu, hodnota proudu bude menší, než maximální hodnota. Hodnotu napětí tohoto přidaného rezistoru může naměřit k tomu nakalibrovaná stupnice. Rezistory lze velmi přesně měřit také pomocí můstkového zapojení.